# Acacia gageana
Acacia gageana är en ärtväxtart som beskrevs av William Grant Craib. Acacia gageana ingår i släktet akacior, och familjen ärtväxter. Inga underarter finns listade i Catalogue of Life.